# يان موران
يان موران (16 أغسطس 1979 بسيدني في أستراليا - ) (بالإنجليزية: Ian Moran)‏ هو لاعب كريكت أسترالي. شارك مع منتخب اسكتلندا الوطني للكريكت. أما مع النوادي، فقد لعب مع فريق جنوب ويلز الجديد للكريكت ‏ وSydney Sixers ‏ وSydney Thunder ‏.

## وصلات خارجية
- يان موران على موقع إي آس بي آن كريك إنفو (الإنجليزية)